# Caffrowithius facetus
Espèce
Synonymes
- Chelifer facetus Tullgren, 1907

Caffrowithius facetus est une espèce de pseudoscorpions de la famille des Chernetidae.

## Distribution
Cette espèce est endémique d'Afrique du Sud.

## Publication originale
- Tullgren, 1907 : Chelonethiden aus Natal und Zululand. Zoologiska studier tillägnade Professor T. Tullberg, Uppsala, p. 216-236.